# Guillermina Bravo
Guillermina Nicolasa Bravo Canales, née le 13 novembre 1920 et morte le 6 novembre 2013, est une danseuse, une chorégraphe et une directrice de ballet mexicaine. Cofondatrice de l'Académie de la danse mexicaine (Academia de la Danza Mexicana) en 1947, elle crée ensuite avec Josefina Lavalle la compagnie nationale de ballet de Mexico en 1948, installée à Querétaro depuis 1991 où elle lance également le centre national de danse contemporaine. Elle est considérée comme une figure importante de la danse mexicaine moderne. 

## Biographie
Guillermina Bravo, fille de Guillermo Nicolás Bravo et de María de los Dolores Canales y Mondragón, est née à Chacaltianguis, dans l’État de Veracruz, en 1920,,.
Elle découvre la danse lors d’une tournée au Mexique d’Anna Pavlova.
Elle étudie la danse folklorique à l'école nationale de danse (Escuela Nacional de Danza) et la musique au Conservatorio Nacional de Música de Mexico. Elle fait ses débuts en 1936 avec les sœurs Campobello, pionnières de la danse au Mexique, qui associent des éléments classiques et gymniques à des thèmes nationaux liés à révolution mexicaine. En 1938, elle est formée par Estrella Morales. Puis elle enseigne, tout en dansant comme ballerine du ballet des beaux-arts de Mauren Waldeen (en espagnol : Ballet de Bellas Artes) à Mexico. Par la suite, elle participe à la création de l'Academia de la Danza Mexicana et du ballet national, influencée notamment par les travaux de Mauren Waldeen. Elle est également influencée par le pédagogue mexicain Xavier Francis, formé à la danse contemporaine au sein du collectif américain de danseurs New Dance Group,,, ainsi que par les apports de Martha Graham à cet art. 
Après 1960, elle se retire de la scène, mais conserve la direction du ballet national et continue à créer des chorégraphies,.
Elle est morte le 6 novembre 2013. Bravo était membre de l'Academia de Artes et de la World Dance Alliance. Elle a reçu le Prix national des sciences et des arts en 1979 et a été nommée docteur honoris causa de l'Université de Veracruz.